# Suisse, Moselle
Suisse är en kommun i departementet Moselle i regionen Grand Est (tidigare regionen Lorraine) i nordöstra Frankrike. Kommunen ligger i kantonen Grostenquin som tillhör arrondissementet Forbach. År 2022 hade Suisse 95 invånare.

## Befolkningsutveckling
Antalet invånare i kommunen Suisse
| Referens: INSEE |